# 帕鲁扎罗
帕鲁扎罗（義大利語：Paruzzaro），是意大利诺瓦拉省的一个市镇。总面积5平方公里，人口1997人，人口密度399.4人/平方公里（2009年）。ISTAT代码为003114。